# Cine Teatro Colón (Palmira)

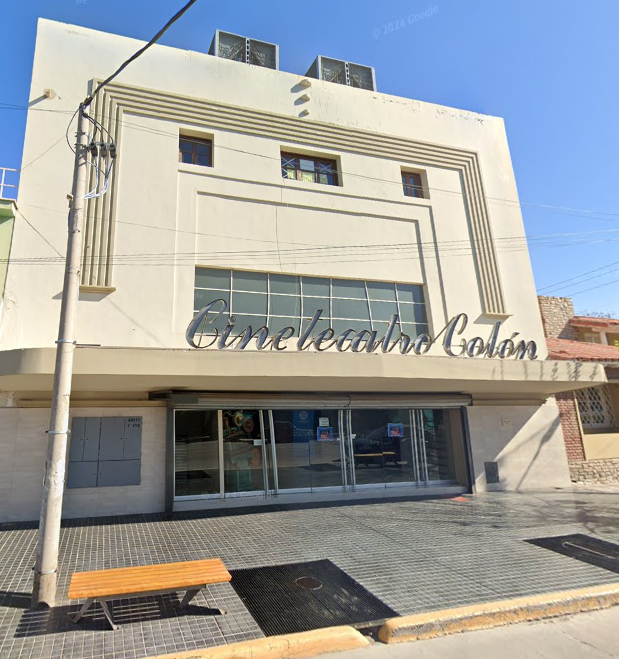
Frente del Cine Teatro Colón

El Cine Teatro Colón es un emblemático espacio cultural ubicado en la ciudad de Palmira, departamento de San Martín, en la provincia de Mendoza, Argentina. Inaugurado en 1927, ha sido un centro de referencia para el cine y las artes escénicas en la región.

### Historia
El Cine Teatro Colón abrió sus puertas en 1927 en la esquina de calle Obreros Ferroviarios y Gran Líbano, donde funcionaba el Centro Recreativo Villa Dumit. En sus primeros años, se destacó por ser el primer cine en la provincia donde se sincronizaba el proyector con el sonido musical emitido desde una victrola, una innovación técnica para la época.
A comienzos de la década de 1940, el cine se trasladó al Club Palmira, y en esos años comenzó la construcción del actual edificio, ubicado en Alem 83, obra del arquitecto Miguel Rago. El edificio cuenta con una particularidad que hasta el momento se conocía que sólo el Teatro Independencia tenía, un foso para la orquesta, esto le otorga la característica de un teatro lírico, lo cual es una cualidad rara de encontrar. El estilo arquitectónico del edificio es Art Decó, con mampostería de ladrillo encadenada, columnas de hormigón armado, techo de chapa galvanizada y piso flotante de madera de pinotea. Durante la restauración se conservaron muchos de estos elementos originales.
Cuenta con una capacidad total de 470 butacas, según datos publicados tras su restauración en 2018.
En 1983, el Cine Teatro Colón cerró sus puertas y el espacio fue utilizado para otros fines, incluyendo un salón de baile denominado "La Estrella" y posteriormente una iglesia evangélica.

### Restauración y reapertura
La Municipalidad de San Martín adquirió el inmueble en octubre de 2007 bajo la intendencia de Jorge Omar Giménez, con una inversión inicial de 500 mil pesos y llevó a cabo trabajos de refuncionalización para devolverle su esplendor original. A lo largo de sus numerosos años de gestión (2003-2019), se iniciaron múltiples procesos de restauración del edificio. La reapertura oficial se realizó el 17 de diciembre de 2018, coincidiendo con el aniversario de la ciudad, con un espectáculo musical que marcó el regreso del cine y teatro a la comunidad. Para ello, las obras incluyeron:
- Refacción de la estructura original.
- Instalación de butacas nuevas.
- Mejora de la acústica y la iluminación.

- Adaptación del espacio a normativas modernas.
- Refuerzo estructural de las columnas
- Construcción de un sanitario para discapacitados,
- Vigas reticuladas sobre escenario para el sostenimiento de escenografía y cortinados.
- Extensión de escenario dos metros hacia el frente
- Modificación de la cubierta sobre la cabina de proyección para la colocación de aires acondicionados.
- Nuevas instalaciones de agua, cloaca, gas y electricidad.
- Colocación de sistema contra incendios.
- Dos equipos de climatización de frío-calor.
- Realización de contrapiso y revestimiento con alfombras en el sector de butacas y pulman, en tanto que en el sector de pasillos se conservó el piso flotante de madera.
- En los pisos del hall, escalera, pasillos, sanitarios públicos y sector de camarines se colocó porcelanato y cerámico de primera calidad. El revestimiento de los sanitarios se realizó en porcelanato y se colocó todo el equipamiento necesario.

### Importancia cultural
El Cine Teatro Colón ha sido un pilar en la vida cultural de Palmira y el departamento de San Martín. A lo largo de su historia, el cine teatro albergó:
- Proyecciones de cine nacional e internacional.
- Obras de teatro locales y regionales.
- Presentaciones de música en vivo.
- Eventos escolares, homenajes y actividades comunitarias.

Desde su reapertura, se convirtió nuevamente en sede de espectáculos, actividades municipales, ciclos de cine y festivales escolares.